# Eugen Schlegel (Radsportler)
Eugen Schlegel (* 19. März 1903 in Arbon; † unbekannt) war ein Schweizer Radrennfahrer.

## Sportliche Laufbahn
Schlegel (auch Eugène Schlegel) war im Strassenradsport, im Bahnradsport und im Querfeldeinrennen (heutige Bezeichnung Cyclocross) aktiv und Mitglied der Schweizer Nationalmannschaft. 1925 wurde er Dritter der Schweizer Radquer-Meisterschaften. In der Schweizer Meisterschaft im Steherrennen wurde er 1928 beim Sieg von Adolf Läuppi Dritter. Als Albert Blattmann 1928 Schweizer Strassenmeister wurde, kam Schlegel auf den dritten Rang. Bei den Strassenradsport-Weltmeisterschaften 1926 kam er als 14. ins Ziel.